# Холланд (тауншип, Миннесота)
Холланд (англ. Holland) — тауншип в округе Кандийохай, Миннесота, США. На 2000 год его население составило 369 человек.

## География
По данным Бюро переписи населения США площадь тауншипа составляет 91,6 км², из которых 91,6 км² занимает суша, a вода составляет 0,03 %.

## Демография
По данным переписи населения 2000 года здесь находились 369 человек, 120 домохозяйств и 102 семьи.  Плотность населения —  4,0 чел./км².  На территории тауншипа расположено 122 постройки со средней плотностью 1,3 построек на один квадратный километр. Расовый состав населения: 98,37 % белых, 0,27 % афроамериканцев, 1,08 % — других рас США и 0,27 % приходится на две или более других рас. Испанцы или латиноамериканцы любой расы составляли 1,08 % от популяции тауншипа.
Из 120 домохозяйств в 47,5 % воспитывались дети до 18 лет, в 84,2 % проживали супружеские пары и в 15,0 % домохозяйств проживали несемейные люди. 11,7 % домохозяйств состояли из одного человека, при том 1,7 % из — одиноких пожилых людей старше 65 лет. Средний размер домохозяйства — 3,08, а семьи — 3,40 человека.
33,9 % населения — младше 18 лет, 3,8 % — в возрасте от 18 до 24 лет, 30,4 % — от 25 до 44, 22,8 % — от 45 до 64, и 9,2 % — старше 65 лет. Средний возраст — 34 года. На каждые 100 женщин приходилось 105,0 мужчин.  На каждые 100 женщин старше 18 приходилось 114,0 мужчин.
Средний годовой доход домохозяйства составлял 45 313 долларов, а средний годовой доход семьи —  46 875 долларов. Средний доход мужчин —  30 750  долларов, в то время как у женщин — 19 107. Доход на душу населения составил 16 243 доллара. За чертой бедности находились 7,1 % семей и 7,0 % всего населения тауншипа, из которых 7,6 % младше 18 лет.